# オロフレ山
オロフレ山（オロフレやま）は、北海道白老郡白老町と有珠郡壮瞥町とにまたがる標高1,230.8mの火山である。

## 概要
語源はアイヌ語で「ウオロ・フレ・ペッ」（水中が赤い川）を意味する。支笏洞爺国立公園内にある二等三角点（点名「登別岳」）の山である。壮瞥町の最高峰でもある。

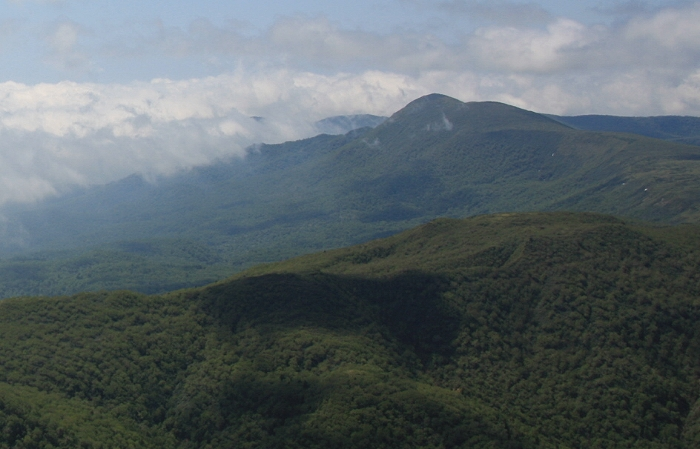
徳舜瞥山から望むオロフレ山

## 近隣の山
- 来馬岳（1,040.1m）
- 四方嶺（549.3m）
- 徳舜瞥山（1,309m）
- ホロホロ山（1,322.4m）